# Остравиця

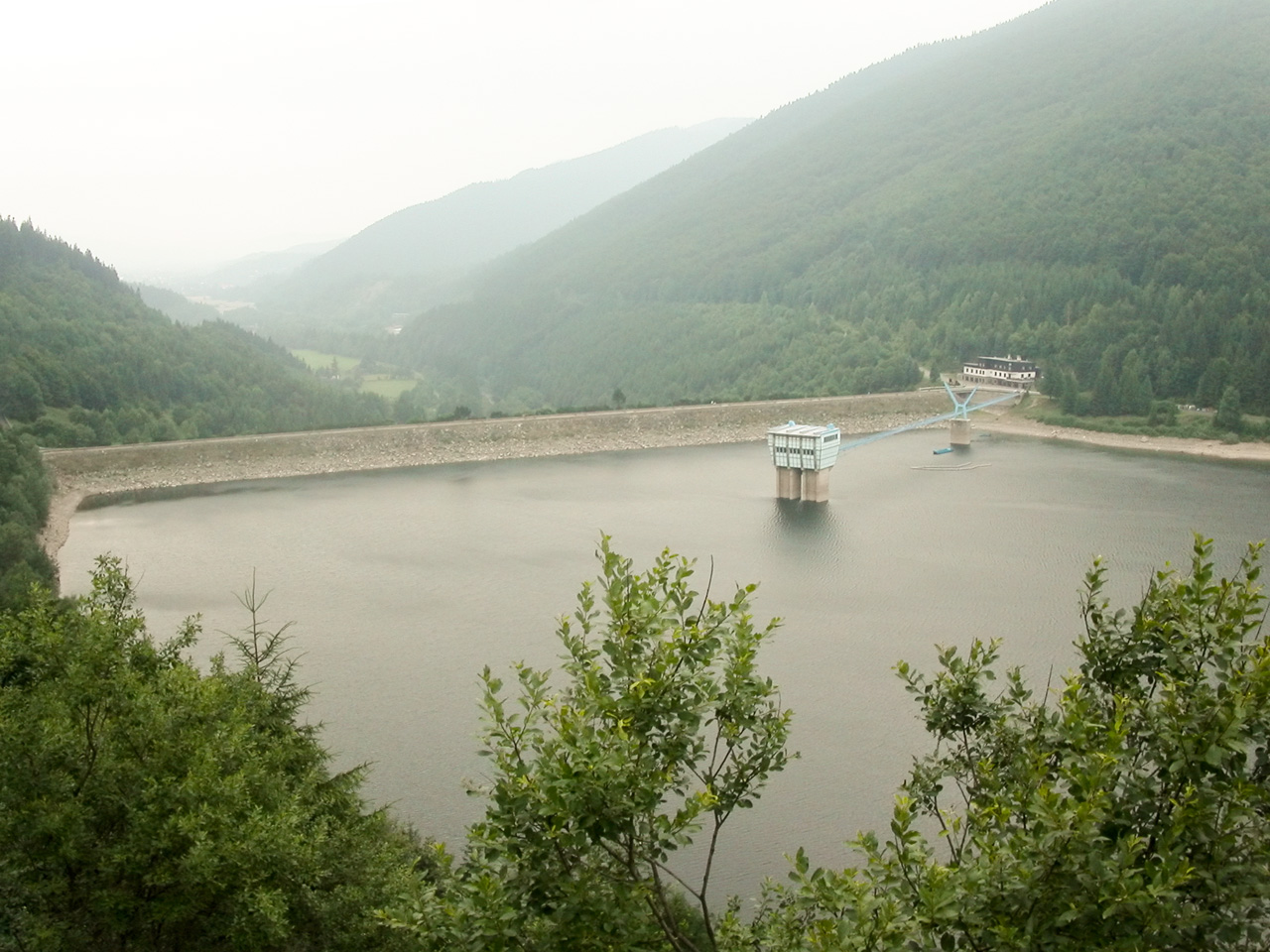
Дамба водосховища Шанці на Остравиці.

Остравиця, або Остравіце (чеськ. Ostravice; пол. Ostrawica; нім. Ostrawitza) — річка у Чехії, права притока Одри.

## Назва
Річка отримала свою назву, ймовірно, через свою стрімкість: чеськ. ostry означає «різки́й».

## Опис
Довжина річки 65,1 км, площа басейну 827,4 км².
Річище річки Остравиці є частиною історичного кордону поміж Моравією і Чеською Сілезією. 
На річці знаходиться водосховище Шанці. Міста: Фрідланд над Остравицею, Фрідек-Містек, Острава. Під час сильних злив на Остравиці трапляються повені, як це було в 2009 році. 